# IC 5201
IC 5201 (również PGC 68618) – galaktyka spiralna z poprzeczką znajdująca się w gwiazdozbiorze Żurawia. Odkrył ją Joseph Lunt w 1900 roku. Znajduje się w odległości 40 milionów lat świetlnych od Ziemi.
W galaktyce tej zaobserwowano supernową SN 1978G.